# Gamma Crateris
Gamma Crateris (γ Crt / 15 Crateris / HD 99211) es una estrella en la constelación de Crater. Con magnitud aparente +4,08, es la tercera más brillante de la misma después de δ Crateris, y prácticamente igual en brillo a Alkes (α Crateris). Se encuentra a 82 años luz de distancia del sistema solar.
Gamma Crateris es una estrella blanca de la secuencia principal de tipo espectral A7V —también clasificada como A5V— con una temperatura superficial aproximada de 9000 K. Es por tanto similar a Altair (α Aquilae), α Circini o λ Piscium, siendo su luminosidad 12 veces mayor que la del Sol.
Su radio es un 50% más grande que el radio solar y gira sobre sí misma con una velocidad de rotación proyectada de 138 km/s, lo que da lugar a un período de rotación inferior a 14,4 horas.
Con una masa de 1,75-1,9 masas solares, tiene una edad aproximada de 600 o 700 millones de años.
Muestra un exceso en el infrarrojo a 70 μm que se atribuye a la presencia de un disco de polvo rodeando a la estrella, probablemente similar al de Vega (α Lyrae).
Gamma Crateris es una estrella binaria, siendo la separación visual entre ambas componentes de poco más de 5 segundos de arco. La estrella acompañante, de magnitud visual +7,9, se encuentra a una distancia de 136 UA de la estrella principal.